# Hussein của Jordan
Hussein bin Talal (tiếng Ả Rập: حسين بن طلال, Ḥusayn bin Ṭalāl; 14 tháng 11 năm 1935 – 7 tháng 2 năm 1999) là vua của Jordan từ khi vua cha thoái vị năm 1952 cho đến khi ông mất. Triều đại của ông kéo dài qua chiến tranh Lạnh và bốn thập kỷ xung đột Ả Rập-Israel. Ông đã công nhận Israel năm 1994, và là nguyên thủ Ả Rập thứ 2 làm điều này (sau Anwar Al-Sadad của Ai Cập năm 1978/1979).
Hussein đã tuyên bố mình là hậu duệ của nhà tiên tri Muhammad qua việc ông thuộc dòng dõi nhà Hashemite cổ xưa.

## Tuổi trẻ
Vua Hussein sinh ra ở Amman ngày 14 tháng 11 năm 1935, là con của vua Talal bin Abdullah và hoàng hậu Zein al-Sharaf bint Jamil. Sau khi học xong chương trình phổ thông ở Amman, ông theo học cao đẳng Victoria tại Alexandria, Ai Cập.
Sau đó ông vào trường Harrow ở Anh, nơi ông kết bạn với người anh em họ Faisal II, Vua của Iraq. Ông tiếp tục con đường học vấn tại Học viện Quân sự Hoàng gia Sandhurst.
Ngày 20 tháng 7 năm 1951, hoàng tử Hussein đến Jerusalem để tham dự lễ cầu nguyện Jumu'ah tại thánh đường Al-Aqsa với ông nội mình, vua Abdullah I, nơi một kẻ ám sát người Palestin đã nổ súng vào Abdullah và người cháu trai. Abdullah bị bắn chết, nhưng Hussein 15 tuổi sống sót sau vụ ám sát, và theo nhân chứng, ông đã truy đuổi tay súng. Các nhân chứng còn báo cáo rằng kẻ ám sát đã nổ súng về phía vị hoàng tử trẻ tuổi nhưng viên đạn bị chệch hướng bởi tấm huân chương trên áo ông (được ông nội trao tặng).
Hussein được chỉ định làm thái tử của Jordan ngày 9 tháng 9 năm 1951. Con trai trưởng của Abdullah là Talal trở thành vua Jordan nhưng mười ba tháng sau đó bị buộc phải thoái vị do tình trạng tinh thần của ông (bác sĩ Ả Rập và phương Tây chẩn đoán tâm thần phân liệt). Con trai của vua Talal, thái tử Hussein được tuyên bố trở thành vua của Vương quốc Hashemite Jordan ngày 11 tháng 8 năm 1952, lên ngôi khi 16 tuổi. Một Hội đồng Nhiếp chính được chỉ định cho đến khi ông đủ tuổi. Ông được phong vương ngày 2 tháng 5 năm 1953.

## Trị vì

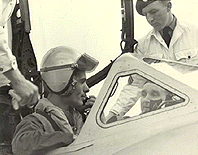
Vua Hussein tại căn cứ Không quân Hoàng gia Anh năm 1955.

Tháng 3 năm 1956 Hussein khẳng định sự độc lập của Jordan bằng cách bãi nhiệm chức vụ chỉ huy quân đội Jordan của John Bagot Glubb (viên tướng người Anh) và thay thế các sĩ quan Anh bằng người Jordan. Đội quân với phần lớn là người Bedouin này cực kỳ trung thành với ông.